# Танк на повітряній подушці
Танк на повітряній подушці (також, за документами заводу, «Земноводний підлітаючий танк») — дослідний радянський легкий танк 1930-х років. Як випливає з назви, відмінною рисою машини було використання як рушія повітряної подушки. Проєкт був розроблений на Московському авіаційному заводі № 84 в 1937 році, проте далі виготовлення макету роботи не просунулися.

## Історія створення
До середини 1930-х років в Радянському Союзі досліди що проводилися по споруді суден на повітряній подушці (СПП) почали приносити перші реальні результати. Ключовою фігурою цих робіт був видатний інженер та конструктор В. І. Левков, ще в 1925 р. у своїй роботі «Вихрова теорія ротора» обґрунтувавши можливість створення СПП. В 1934 р. його лабораторією був розроблений та роком пізніше успішно випробуваний перший у світі катер на повітряній подушці Л-1. Ще через рік був розроблений більш досконалий та потужний Л-5. Судна на повітряній подушці представлялися достатньо перспективним видом транспорту.
Крім створення цивільних машин, Левков робив також спроби «поставити повітряну подушку на військову службу». 1937 року під його керівництвом колективом інженерів Московського авіаційного заводу № 84 Головного управління авіаційної промисловості в ініціативному порядку було розроблено оригінальний проєкт танка на повітряній подушці. У документах заводу машина проходила, як «Земноводний підлітаючий танк». В основу проєкту було покладено катер на повітряній подушці Л-1, а також напрацювання по Л-5. Броньовану машину передбачалося використовувати під час бойових дій в районах з переважанням болотистих та піщаних місцевостей, а також з великою кількістю природних водних перешкод. Наприкінці 1937 був побудований макет танка в масштабі 1:4, однак проєкт, по всій видимості, не отримав підтримки військових і до споруди повноцінного дослідного зразка справа так і не дійшла.

## Опис конструкції
Корпус машини мав П-образний перетин за типом корпусу катера Л-1. Він збирався з катаних бронелистів товщиною 10-13 мм на каркасі за допомогою зварювання і мав обтічні форми. Носові та кормові бронелисти розташовувалися під великими кутами нахилу до вертикалі і мали «підкоміри».
У носовій та кормовій частинах розташовувалося по одному повітряному гвинту, обертання яких забезпечувалося двома авіаційними двигунами М-25 сумарною потужністю 1450 к. с. відповідно до проєкту, завдяки цим двигунам бойова машина масою 8,5 т мала здійснювати прямолінійний рух над земною або водною поверхнею на висоті 200–250 мм і зі швидкістю до 120 км/год. Поворот та подолання ухилів здійснювалися за допомогою зміни положення жалюзі, що регулюють напрям повітряного потоку.
У центральній частині корпусу розміщувалося відділення управління, поєднане з бойовим. Уздовж поздовжньої осі корпусу розміщувалися місця двох членів екіпажу — механіка-водія, що розташовувався ближче до носа машини в спеціальній рубці, і командира-стрільця, що знаходився позаду рубки водія в циліндричній кулеметній башті кругового обертання. Озброєння машини складалося з одного 7,62-мм кулемета ДТ.

## Оцінка машини
Зважаючи на вкрай скупі відомості про цей проєкт, оцінка передбачуваних бойових можливостей машини представляється дуже скрутно. При цьому безсумнівно, що висока швидкість машини і її всюдихідність були б її істотними перевагами, однак в технічному здійсненні та надійності машини могли бути проблеми внаслідок загальної новизни цього напрямку конструювання засобів пересування. Причини закриття проєкту також невідомі.
Цікаво, що, по ряду джерел, приблизно в цей же час досліди із застосуванням технологій повітряної подушки в бойових машинах проводив також авіаконструктор та винахідник П. І. Гроховський, під керівництвом якого в ДКБ ВПС РСЧА був розроблений проєкт двомісного бронеавтомобіля на повітряній подушці з допоміжним колісним рушієм. Як і машина Левкова, проєкт не отримав розвитку і в металі реалізований не був.